# Grb Šri Lanke
Grb Šri Lanke je usvojen 1972. godine. Središnji dio grba je sličan grbu koji je bio na snazi od 1952. do 1972.

## Također pogledajte
- Zastava Šri Lanke